# 표주박이끼과
표주박이끼과(Funariaceae)는 표주박이끼목에 속하는 이끼과 중의 하나이다. 약 300여 종으로 이루어져 있으며, 200여 종은 표주박이끼속(Funaria)에 속하고 80여 종은 풍경이끼속 (Physcomitrium)으로 분류한다. 침꼬마이끼과로 분류하던 고니오미트리움속(Goniomitrium)은 이제 표주박이끼과로 분류한다.

## 하위 속
| - Aphanorrhegma - Brachymeniopsis - Bryobeckettia - Clavitheca - Cygnicollum - Entosthodon - Ephemerella - 표주박이끼속 (Funaria) - Funariella | - ×Funariophyscomitrella - 고니오미트리움속 (Goniomitrium) - Loiseaubryum - Nanomitriella - Physcomitrella - Physcomitrellopsis - 풍경이끼속 (Physcomitrium) - Pyramidula |